# Hypothermia
Hypothermia ist eine schwedische Depressive-Black-Metal-Band, die sich über die Zeit dem Post-Rock geöffnet hat.

## Geschichte
Die Band „Hypothermia“ wurde im Jahr 2001 gegründet. Die Musiker hinter der 2015er-Besetzung Band sind auch mit Lifelover und „Kall“ in Erscheinung getreten. Der Gründer und die Konstante der Band ist indes Kim Carlsson.
Zwei Jahre nach der Gründung erschien 2003 das erste Album Saphien Irretable im Selbstverlag, die Wahl des Formats fiel dabei auf die Kassette. Ein Jahr später folgte via „Meurtre Noir Records“ das Album Självdestruktivitet Född Av Monotona Tankegångar, dem sich 2006 die beiden (2017 via War Against Yourself neu aufgelegten) Werke Veins und Köld anschlossen. Danach erschienen im Jahrestakt Rakbladsvalsen (via Total Holocaust Records), Kaffe & Blod (Turannum Records) sowie Skogens Hjärta (Selbstverlag). Für das achte Werk Svartkonst zeichnete 2015 dann Agonia Records verantwortlich.

## Stil
„Hypothermia“ spielt Black Metal, der sich in Richtung Post-Black-Metal bzw. Post-Rock entwickelt hat. Als Referenzen wurden beim 2007er-Werk Burzum und Arckanum genannt.

## Rezeption
Das achte Album „Svartkonst“ rief gemischte Reaktionen hervor. An einer Stelle hieß es, dass es „nicht viele Bands“ gäbe, die einen „solch eigenständigen Sound“ hätten. Als einziger Punkt, der ansatzweise kritisch sein könnte, wurde die Spieldauer von etwas mehr als 36 Minuten genannt. An einer anderen Stelle hieß es gegenteilig, dass die Band „langweilig und völlig uninspiriert“ klinge.

## Diskografie

### Studioalben
- 2003: Saphien Irretable (Kassette, Selbstverlag)
- 2004: Självdestruktivitet Född Av Monotona Tankegångar (Meurtre Noir Records)
- 2006: Veins (Insikt, Konklav Records; Wiederveröffentlichung 2017 via War Against Yourself)
- 2006: Köld (Those Opposed Records; Wiederveröffentlichung 2017 via War Against Yourself)
- 2007: Rakbladsvalsen (Total Holocaust Records)
- 2008: Kaffe & Blod (Turannum Records)
- 2009: Skogens Hjärta (MP3, Selbstverlag)
- 2015: Svartkonst (Agonia Records)

### Sonstige (Auswahl)
- 2006: Undergången (Split-EP mit Svartnar)
- 2008: Grimnir / Trist / Regnum / Hypothermia (Split-EP mit Grimnir, Trist und Regnum, Raging Bloodlust Records)
- 2013: Tanke & Minne (Split-Kassette mit Svarti Loghin, Total Holocaust Records)